# Норд-Мур-стріт
Норд-Мур-стріт (англ. North Moore Street) — помірно завантажена вулиця в нейборгуді Трайбека, Нью-Йоркського боро Мангеттен. Проходить приблизно зі сходу на захід між Вест-Бродвеєм і Вест-стріт. Автомобільний рух здійснюється лише в західному напрямку.

## Назва
На вуличних покажчиках і картах вулиця зазвичай пишеться як «Норд-Мур-стріт». Вулиця була названа в 1790 році на честь Бенджаміна Мура (1748—1816), другого єпископа Єпископальної єпархії Нью-Йорка, президента Колумбійського коледжу (нині Колумбійський університет) і батька Клемента Кларка Мура. Єпископа Мура пам'ятають тим, що він причастив Олександра Гамільтона на його смертному одрі. Додавання «Північ» або «N» дозволяє уникнути плутанини зі старішою Мур-стріт, короткою вулицею біля Бе́ттері на південному краю Мангеттена навпроти 1 Нью-Йорк-плаза.